# Storie di Consalvo di Córdoba
Le Storie di Consalvo di Córdoba è un ciclo di affreschi realizzato da Battistello Caracciolo e conservato all'interno del Palazzo Reale di Napoli.

## Storia
Come testimoniato da fonti seicentesche Battistello Caracciolo era stato invitato a collaborare alle decorazioni pittoriche del costruendo Palazzo Reale di Napoli. Nel 1943 un ciclo di affreschi dipinto nella volta della sala XI del palazzo è stato attribuito da Roberto Longhi al Caracciolo; in seguito, un documento ritrovato da Antonio Pacelli all'interno dell'archivio storico del Banco di Napoli parla di un pagamento al pittore avvenuto nel 1611: tuttavia diversi studiosi sono concordi che la data di realizzazione, per lo stile utilizzato, debba essere posticipata di qualche anno. In sostanza Caracciolo ha dipinto l'opera tra il secondo e terzo decennio del XVII secolo.

## Descrizione
Il tema scelto è quello della celebrazione di Gonzalo Fernández de Córdoba (o Consalvo di Córdoba), conosciuto anche come Gran Capitano, il quale riuscì nel 1503 a conquistare il regno di Napoli, sottraendolo ai francesi e istituendo il Viceregno spagnolo. Per le storie degli affreschi il Caracciolo si ispira a un libro del 1506 di Giovanni Battista Cantalicio, Le Historie delle guerre fatte in Italia da Consalvo Ferrando, che aveva come tema gli episodi della vita di Consalvo, mentre dal punto di vista artistico risente dell'influenza sia di quelle pitture manieriste che si incentrano sulle battaglie sia dello stile pittorico narrativo e naturalistico con intenti monumentali che lo collocano come uno stretto seguace di Caravaggio. Il ciclo di affreschi, unico superstite a soggetto laico del Caracciolo, si compone di cinque opere, ognuna con la propria didascalia e legata l'una all'altra grazie all'uso sapiente della prospettiva.
Al centro è posto Conquista della Calabria: particolare è la figura di un ragazzo che sembra voler richiamare l'attenzione dello spettatore invitandolo alla visione delle storie; seguono gli altri affreschi posti, dalla parete di fronte all'ingresso, da destra verso sinistra: Disfida di Barletta, Duello con La Palisse a Ruvo di Puglia, in parte rovinato, Incontro di Consalvo di Córdoba con gli ambasciatori di Napoli che gli offrono le chiavi della città e, sulla parete del balcone, Ingresso trionfante in Napoli del Gran Capitano attraverso Porta Capuana. Nell'affresco con tema quello della consegna delle chiavi si riconosce al centro della scena una figura ritenuta essere Caravaggio: si tratta di un omaggio del Caracciolo verso il suo maestro, morto probabilmente da solo un anno al momento delle realizzazione dell'opera, e raffigurato in maniera molto simile a un altro ritratto realizzato da Ottavio Leoni, conservato a Firenze.
Intorno agli affreschi principali, nei quattro angoli della volta, sono posti gli stemmi del figlio del fondatore del palazzo, Pedro Fernández de Castro, committente dell'opera, contornati da figure astronomiche come sole e pianeti, allegoria del potere lontano, riferendosi alla lontananza dal regno di Napoli da quello spagnolo.

## Scene

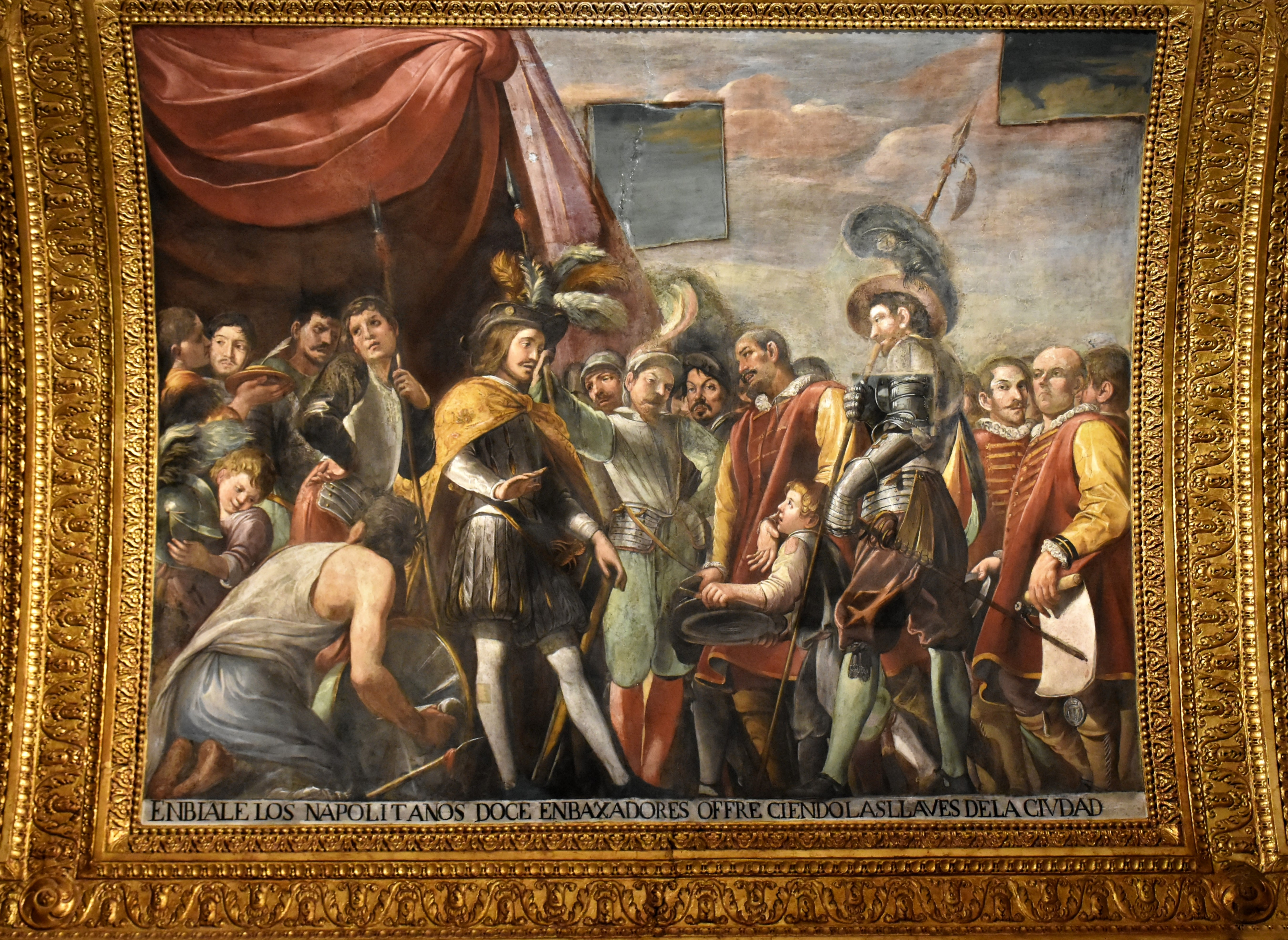
Gli ambasciatori che offrono al Gran Capitano le chiavi della città.
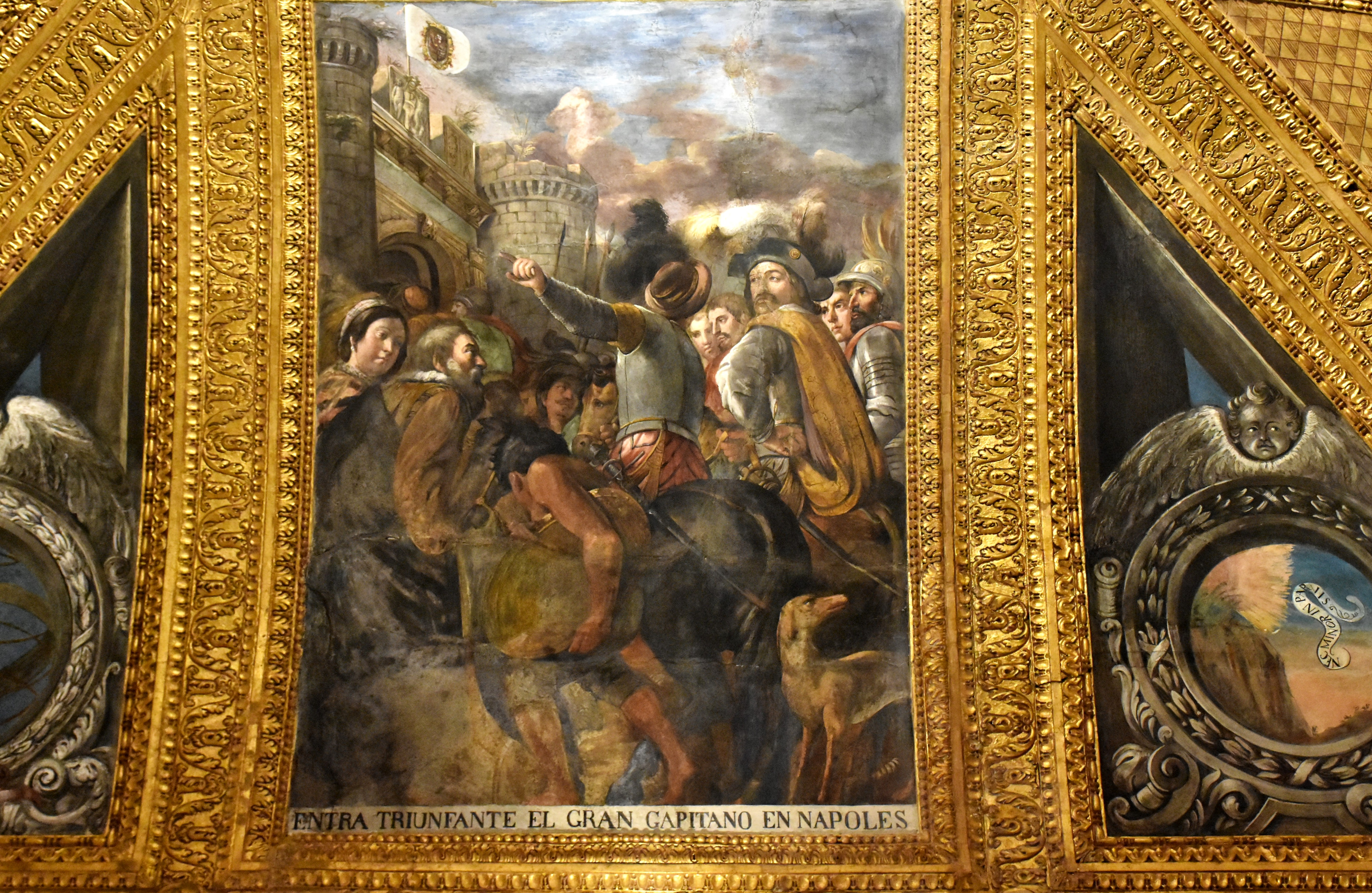
L’entrata trionfale del Gran Capitano a Napoli.
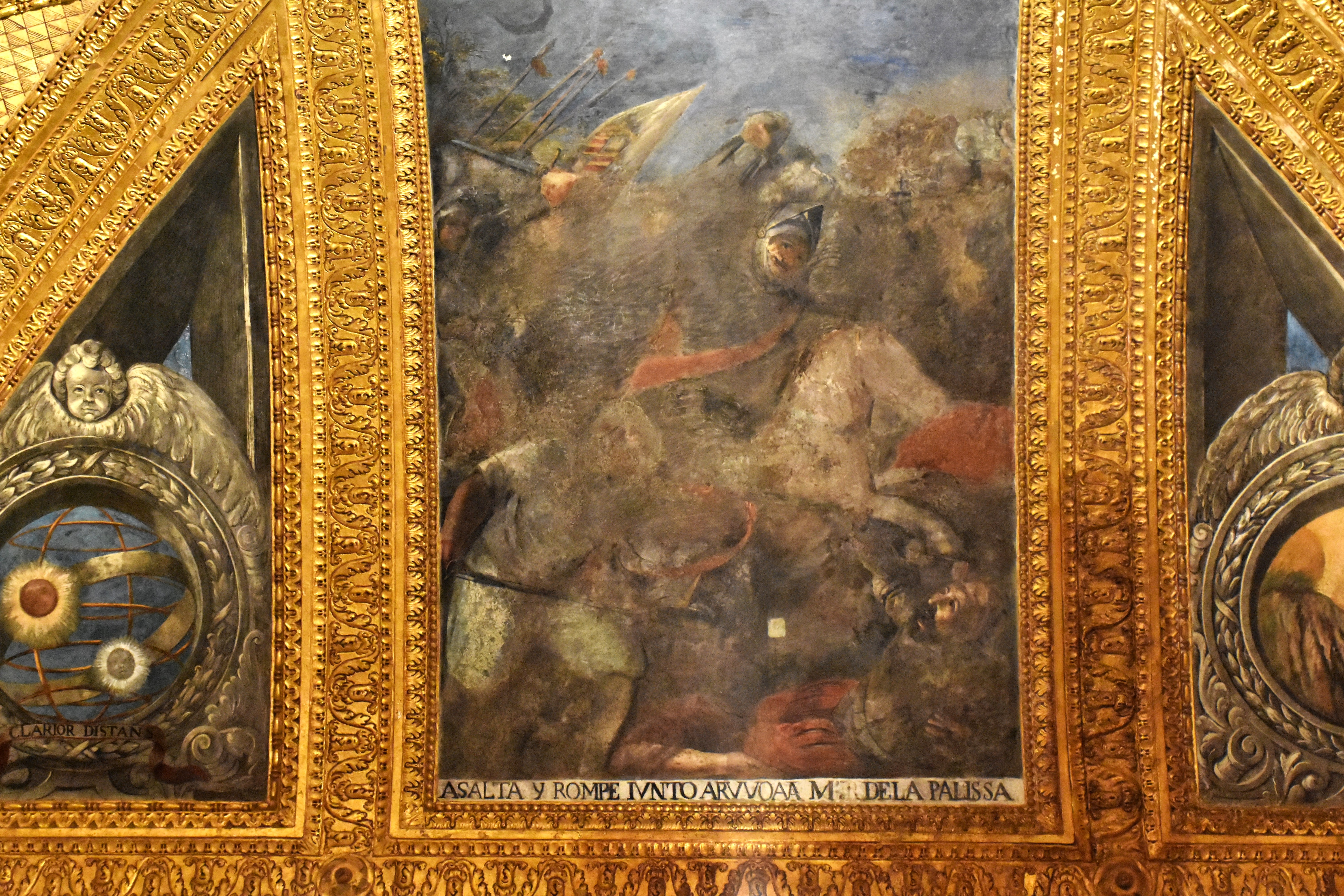
La vittoria sul signore de La Palisse in Calabria.
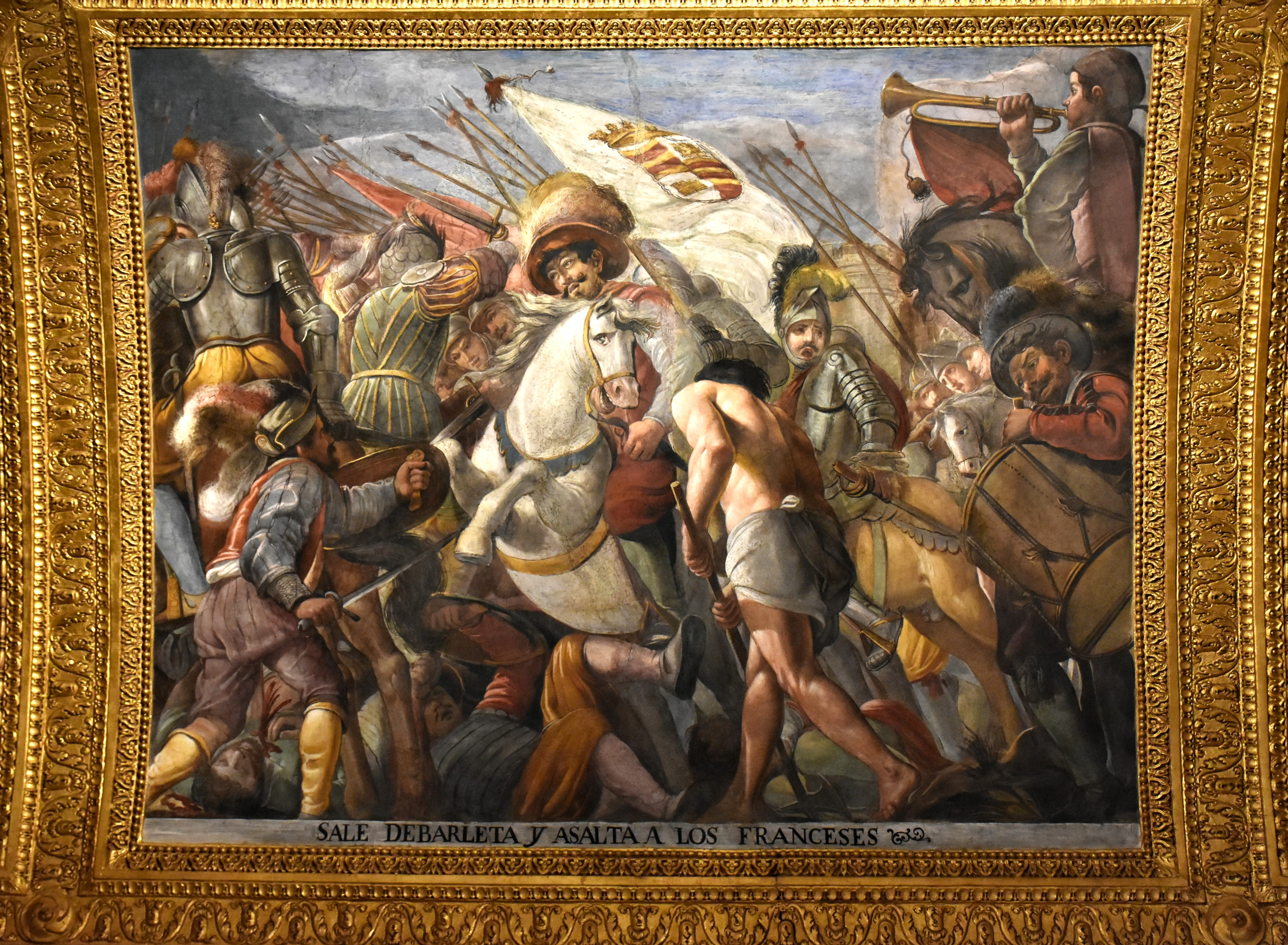
Consalvo de Cordova esce da Barletta e assalta i francesi.
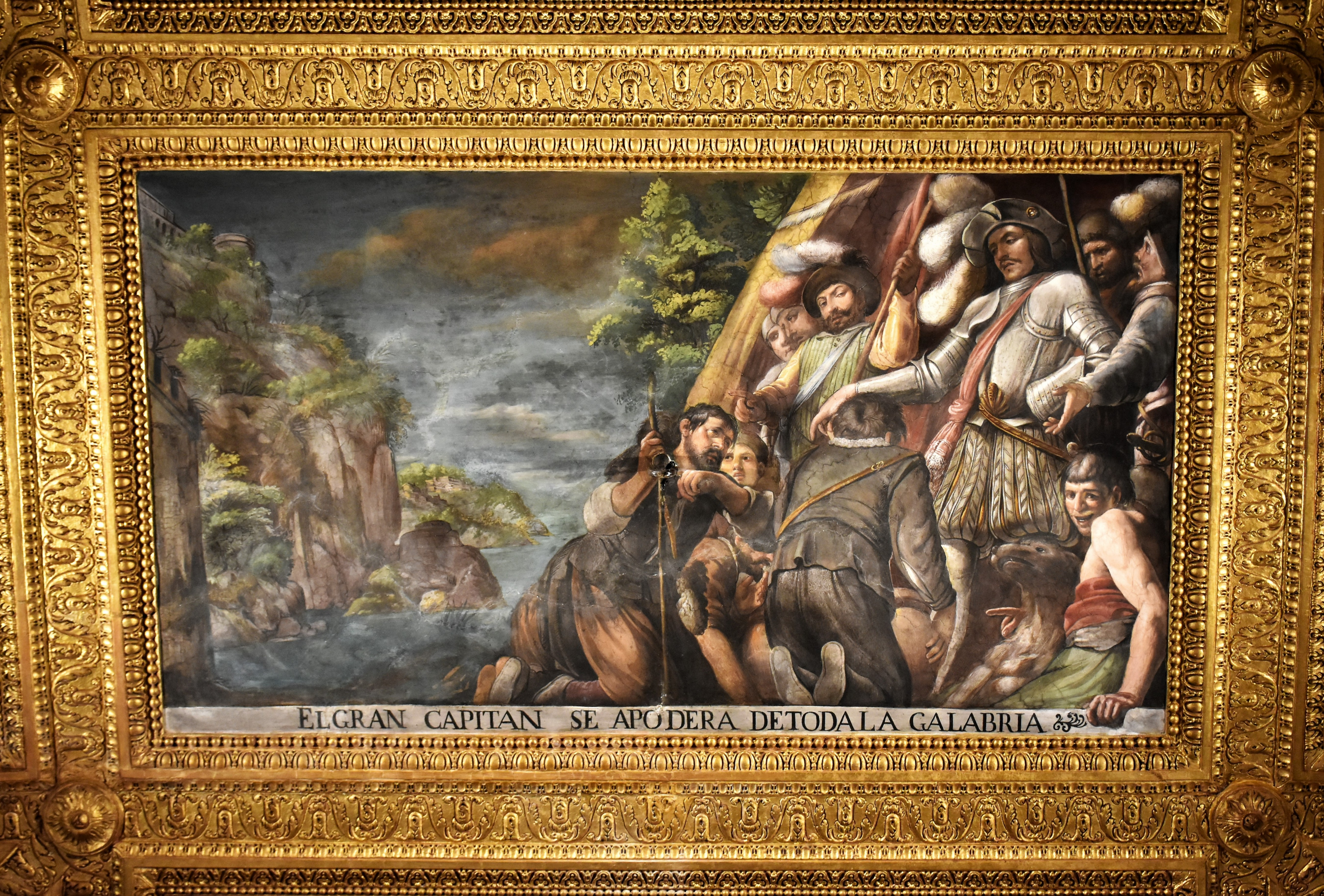
Il Gran Capitano s’impossessa di tutta la Calabria.